# تسالة لمطاعي
تسالة لمطاعي، بلدية تابعة إقليميا إلى دائرة ترعي باينان بولاية ميلة الجزائرية. تبعد عن عاصمة الولاية ب 53 كلم وعن مدينة جيجل ب 55 كلم.

## الموقع الحغرافي
تقع في الشمال الغربي للولاية. يحدها:
- من الشمال: ولاية جيجل.
- من الشرق: بلدية بلدية عميرة الرأس.
- من الغرب: بلدية بلدية مينار زرزة.
- من الجنوب: بلدية الرواشد.

يبلغ عدد سكانها بـ 15676 نسمة يعبرها الطريق الوطني رقم 105 وبذلك فهي تربط ولايتي ميلة وجيجل.تمتاز البلدية بالطابع الجبلي الفلاحي وبرودة في الشتاء وحرارة معتدلة صيفا، خاصة في شمال البلدية. كما تتوفر على ينابيع كبيرة وعديدة للمياه، منها عين الكبيرة وبراقة،هذه الأخيرة التي أصبحت مرفأ طبيعي مميز والذي ما زال يفتقر لرؤية من طرف مديرية السياحة.تتمتع بمناظر سياحية جميلة مثل حمام بوعربية وغابة أنسا ووادي تسالة لدى فهي كنز من كنوز السياحة في الجزائر. بها أعلى قمة بالولاية تسمى غدير التلج 12100 متر على سلسلة جبلية قصيرة تنتمي إلى جبال البابور (جبال بابور تقع هذه الجبال بين ولا يات (بجاية، سطيف، ميلة وجيجل). لها تاريخ حافل بالانتصارات إبان الاحتلال الفرنسي للجزائر والثورة التحريرية الكبرى.
يمتاز أهلها بالطيبة والكرم والجود مع الحفاظ على العادات والتقاليد..
```
معنى كلمة تسالة (المروج الخضراء) أما لمطاعي فهو لقب أحد كبار الشهداء في المنطقة ابان حرب تحرير الجزائر 1954-1962م
```